# Dimitrij Rupel

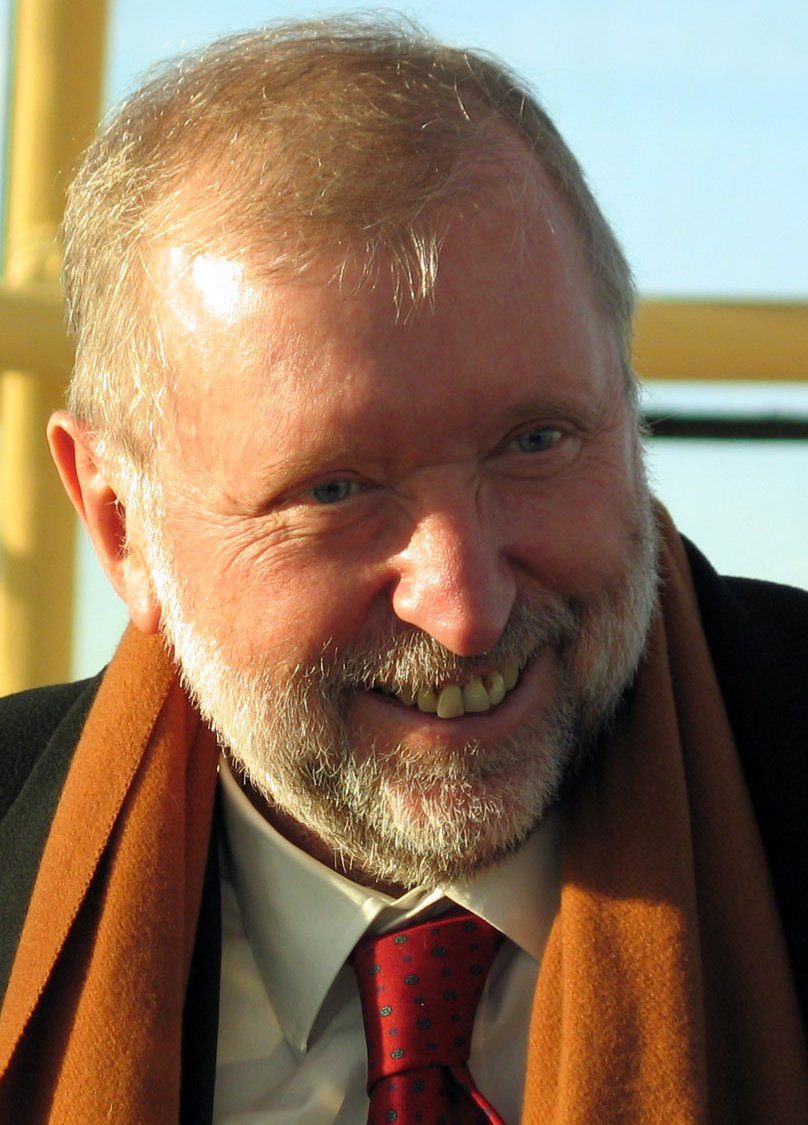
Dimitrij Rupel

Dimitrij Rupel (* 7. April 1946 in Ljubljana) ist ein slowenischer Soziologe, Journalist und Politiker, und war Außenminister seines Landes. Vom 1. Januar 2008 bis zum 30. Juni 2008 war er während der turnusgemäßen slowenischen EU-Ratspräsidentschaft der Präsident des Rats der Europäischen Union.

## Leben
Sein Studium an der Universität Ljubljana schloss er mit einem Bachelor in Vergleichender Literaturwissenschaft und Soziologie ab. Danach setzte er sein Studium an der Universität Essex und an der Brandeis University fort, wo er 1976 in Soziologie promovierte. Während dieser Zeit publizierte er auch literarische Arbeiten, journalistische Artikel und Rezensionen, und arbeitete als Übersetzer und Herausgeber. 1977 und 1978 hatte er einen Lehrauftrag an der Queen’s University in Kanada, dann ab 1985 an der New School for Social Research in New York und ab 1989 an der Cleveland State University.
Gemeinsam mit anderen slowenischen Exil-Intellektuellen gründete er das Dissidentenblatt Nova Revija, die später zur Plattform des demokratischen Umsturzes in der Sozialistischen Volksrepublik Slowenien wurde.
1987 zählte er zu den Autoren des Slowenischen Nationalprogramms, das einen demokratischen, pluralistischen und unabhängigen slowenischen Staat forderte. Deren Publikation in der Nova revija verursachte einen Skandal in Jugoslawien, und Rupel musste als Herausgeber zurücktreten. 1989 war er einer der Mitbegründer der Slowenischen Demokratischen Union (Slovenska demokratična zveza, SDZ), einer der ersten demokratischen Parteien, die das kommunistische Regime herausforderten.

## Politik
1989 gehörte er zu den Gründern der „Slovenska demokratična zveza“ (Slowenische Demokratische Liga), 1991 wurde er zum Vorsitzenden der in „Demokratska stranka“ (Demokratische Partei) umbenannten Partei gewählt.
Von 1990 bis 1993 war Rupel der erste Außenminister Sloweniens. 1993 wurde er als Abgeordneter in die Nationalversammlung gewählt. 1994 wurde Rupel zum Bürgermeister von Ljubljana gewählt. In diesem Jahr wechselten die meisten Mitglieder seiner Partei in die Partei „Liberaldemokratische Partei Sloweniens“ (LDS). Als er 1997 zum Botschafter Sloweniens in den USA bestimmt wurde, trat er vom Amt des Bürgermeisters zurück. Im Jahr 2000 übernahm er wieder den Posten des Außenministers. Er blieb auf dieser Position bis 2004; sein Nachfolger war Ivo Vajgl.
Rupel verließ die LDS und trat der oppositionellen „Slowenischen Demokratischen Partei“ bei. Als diese Partei bei den Wahlen im Oktober 2004 gewann, wurde er erneut Außenminister. Als solcher war er im Jahr 2005 der amtierende Chairman-in-Office der OSZE. In seine Zeit als Außenminister fiel die slowenische EU-Ratspräsidentschaft von Januar bis Ende Juni 2008.
Nach dem Sieg der Sozialdemokraten bei der Parlamentswahl 2008 wurde er am 21. November 2008 von Samuel Žbogar abgelöst.